# Coppa Italia 2024–2025 (volleyboll, damer)
Coppa Italia 2024–2025 var den 47:e upplagan av tävlingen, som spelades 29 december 2024 till 9 februari 2025. I turneringen deltog åtta lag från italienska högstaserien i volleyboll för damer. Imoco Volley vann tävlingen för sjunde gången (sjätte i rad) genom att besegra Unione Sportiva Pro Victoria Pallavolo Monza i finalen. Isabelle Haak utsågs till mest värdefulla spelare.. Tävlingen spelades i cupformat med direkt avgörande matcher..

## Deltagande lag
| Lag                                          | Turnering                                  |
| -------------------------------------------- | ------------------------------------------ |
| AGIL Volley                                  | 4:a efter halva serien av Serie A1 2024-25 |
| Volley Bergamo 1991                          | 7:a efter halva serien av Serie A1 2024-25 |
| Chieri '76 Volleyball                        | 6:a efter halva serien av Serie A1 2024-25 |
| Imoco Volley                                 | 1:a efter halva serien av Serie A1 2024-25 |
| Megavolley                                   | 8:a efter halva serien av Serie A1 2024-25 |
| Unione Sportiva Pro Victoria Pallavolo Monza | 3:a efter halva serien av Serie A1 2024-25 |
| Pallavolo Scandicci Savino Del Bene          | 2:a efter halva serien av Serie A1 2024-25 |
| UYBA Volley                                  | 5:a efter halva serien av Serie A1 2024-25 |

## Turneringen

### Spelschema
|  | Kvartsfinaler | Kvartsfinaler                                | Kvartsfinaler |                                              |   | Semifinaler                         | Semifinaler | Semifinaler |  |  | Final | Final | Final |  |
|  |               |                                              |               |                                              |   |                                     |             |             |  |  |       |       |       |  |
|  | 1             | Imoco Volley                                 | 3             |                                              |   |                                     |             |             |  |  |       |       |       |  |
|  | 1             | Imoco Volley                                 | 3             |                                              |   |                                     |             |             |  |  |       |       |       |  |
|  | 8             | Megavolley                                   | 0             |                                              |   |                                     |             |             |  |  |       |       |       |  |
|  | 8             | Megavolley                                   | 0             |                                              | 1 | Imoco Volley                        | 3           |             |  |  |       |       |       |  |
|  |               |                                              |               |                                              | 1 | Imoco Volley                        | 3           |             |  |  |       |       |       |  |
|  |               |                                              | 4             | AGIL Volley                                  | 0 |                                     |             |             |  |  |       |       |       |  |
|  | 4             | AGIL Volley                                  | 4             | AGIL Volley                                  | 0 | 3                                   |             |             |  |  |       |       |       |  |
|  | 4             | AGIL Volley                                  |               |                                              |   |                                     |             |             |  |  |       |       |       |  |
|  | 5             | UYBA Volley                                  | 0             |                                              |   |                                     |             |             |  |  |       |       |       |  |
|  | 5             | UYBA Volley                                  | 0             |                                              | 1 | Imoco Volley                        | 3           |             |  |  |       |       |       |  |
|  |               |                                              |               |                                              |   |                                     |             |             |  |  |       |       |       |  |
|  |               |                                              | 3             | Unione Sportiva Pro Victoria Pallavolo Monza | 0 |                                     |             |             |  |  |       |       |       |  |
|  | 2             | Pallavolo Scandicci Savino Del Bene          | 3             | Unione Sportiva Pro Victoria Pallavolo Monza | 0 | 3                                   |             |             |  |  |       |       |       |  |
|  | 2             | Pallavolo Scandicci Savino Del Bene          |               |                                              |   |                                     |             |             |  |  |       |       |       |  |
|  | 7             | Volley Bergamo 1991                          | 1             |                                              |   |                                     |             |             |  |  |       |       |       |  |
|  | 7             | Volley Bergamo 1991                          | 1             |                                              | 2 | Pallavolo Scandicci Savino Del Bene | 2           |             |  |  |       |       |       |  |
|  |               |                                              |               |                                              | 2 | Pallavolo Scandicci Savino Del Bene | 2           |             |  |  |       |       |       |  |
|  |               |                                              | 3             | Unione Sportiva Pro Victoria Pallavolo Monza | 3 |                                     |             |             |  |  |       |       |       |  |
|  | 3             | Unione Sportiva Pro Victoria Pallavolo Monza | 3             | Unione Sportiva Pro Victoria Pallavolo Monza | 3 | 3                                   |             |             |  |  |       |       |       |  |
|  | 3             | Unione Sportiva Pro Victoria Pallavolo Monza |               |                                              |   |                                     |             |             |  |  |       |       |       |  |
|  | 6             | Chieri '76 Volleyball                        | 0             |                                              |   |                                     |             |             |  |  |       |       |       |  |

### Resultat

#### Kvartsfinaler
| 30 december 2024 PalaVerde, Villorba Speltid: 1:22 - Åskådare: 5 230   | Imoco Volley                                 | 3 - 0 | Megavolley            | 25-18, 25-22, 25-20        |
| 29 december 2024 PalaTerdoppio, Novara Speltid: 1:23 - Åskådare: 3 320 | AGIL Volley                                  | 3 - 0 | UYBA Volley           | 28-26, 25-18, 25-19        |
| 29 december 2024 PalaWanny, Florens Speltid: 1:37 - Åskådare: 1 218    | Pallavolo Scandicci Savino Del Bene          | 3 - 1 | Volley Bergamo 1991   | 25-15, 25-16, 23-25, 25-16 |
| 29 december 2024 Palalido, Milano Speltid: 1:14 - Åskådare: 3 983      | Unione Sportiva Pro Victoria Pallavolo Monza | 3 - 0 | Chieri '76 Volleyball | 25-21, 25-20, 25-21        |

#### Semifinaler
| 8 februari 2025 Unipol Arena, Casalecchio di Reno Speltid: 1:24 - Åskådare: 6 850 | Imoco Volley                        | 3 - 0 | AGIL Volley                                  | 25-21, 25-21, 25-23               |
| 8 februari 2025 Unipol Arena, Casalecchio di Reno Speltid: 2:05 - Åskådare: 6 850 | Pallavolo Scandicci Savino Del Bene | 2 - 3 | Unione Sportiva Pro Victoria Pallavolo Monza | 21-25, 25-19, 23-25, 25-19, 12-15 |

#### Final
| 9 februari 2025 Unipol Arena, Casalecchio di Reno Speltid: 1:37 - Åskådare: 9 000 | Imoco Volley | 3 - 0 | Unione Sportiva Pro Victoria Pallavolo Monza | 37-35, 25-20, 25-20 |